# Златни кръгоплетни паяци
Златните кръгоплетни паяци (Nephila) са род паякообразни от семейство Кръгоплетни паяци (Araneidae).
Таксонът е описан за пръв път от Уилям Елфорд Лийч през 1815 година. Таксономичният му тип е Nephila pilipes.

## Видове
- Nephila antipodiana
- Nephila clavata
- Nephila clavatoides
- Nephila clavipes
- Nephila comorana
- Nephila constricta
- Nephila cornuta
- Nephila dirangensis
- Nephila edulis
- Nephila fenestrata
- Nephila inaurata
- Nephila jurassica
- Nephila komaci
- Nephila kuhli
- Nephila laurinae
- Nephila malabarensis
- Nephila pakistaniensis
- Nephila pilipes
- Nephila plumipes
- Nephila robusta
- Nephila senegalensis
- Nephila sexpunctata
- Nephila sumptuosa
- Nephila tetragnathoides
- Nephila turneri
- Nephila vitiana